# Kochi University of Technology
Kochi University of Technology, KUT (jap. 高知工科大学 Kōchi Kōka Daigaku) – japoński uniwersytet techniczny w Kami.

## Historia
Uniwersytet powstał w 1997 roku jako uczelnia prywatna. W 2009 roku stał się państwową korporacją uniwersytecką.

## Działalność badawcza
W 2009 roku Shigeomi Chono i Tomohiro Tsuji, badacze Kochi University of Technology, skonstruowali najmniejszy silnik na świecie o średnicy 0,2 mm.